# Lunar Orbiter 3
El Lunar Orbiter 3 fue una nave espacial lanzada por la NASA en 1967 como parte del Programa Lunar Orbiter. Fue diseñado principalmente para fotografiar áreas de la superficie lunar para la confirmación de sitios seguros de aterrizaje para las misiones Surveyor y Apollo. También estaba equipado para recolectar datos de impacto selenodético, intensidad de radiación y micrometeoroides.
Envió un total de 422 fotografías de la Luna. El Lunar Orbiter 3 se estrelló contra la superficie lunar a 14,6° N, –97,7° O.